# Wes Foderingham
Wesley Andrew „Wes“ Foderingham (* 14. Januar 1991 in Hammersmith, London) ist ein englischer Fußballspieler. Der Torhüter steht seit 2024 bei West Ham United unter Vertrag.

## Karriere

### Verein
Wes Foderingham wurde 1991 in Hammersmith, einem Stadtteil von London geboren. Er begann seine Karriere im Stadtbezirk London Borough of Hammersmith and Fulham beim dort ansässigen FC Fulham. Für den Verein spielte er bis 2009 in der Jugend. In der Saison 2009/10 wurde er in den Profikader der Cottagers aufgenommen. Hinter Mark Schwarzer, David Stockdale und Pascal Zuberbühler war er jedoch nur vierter Torwart, sodass er im Jahr 2010 an den FC Bromley aus der National League verliehen wurde. Im August 2010 verpflichtete ihn mit Crystal Palace ein weiterer Verein aus London. Von den Eagles wurde Foderingham in den folgenden zwei Jahren an die unterklassigen englischen Vereine FC Bromley, FC Boreham Wood, FC Histon und Swindon Town verliehen. Während seiner Leihe zum Viertligisten nach Swindon von Oktober 2011 bis Januar 2012 und der festen Verpflichtung im Januar verhalf er der Mannschaft von Paolo Di Canio zum Meistertitel in der League Two. Zudem erreichte er mit dem Team das Finale in der League Trophy das gegen den FC Chesterfield verloren wurde. Den Stammplatz zwischen den Pfosten gab er in den drei folgenden Spielzeiten nicht ab. Nach insgesamt 152 Ligaspielen wechselte Foderingham im Jahr 2015 ablösefrei zu den Glasgow Rangers nach Schottland. Bei den Rangers wurde er sofort zum Stammtorhüter unter Mark Warburton und absolvierte alle 36 Saisonspiele. Die Saison beendete er mit den Rangers als Zweitligameister und gewann das Endspiel im Challenge Cup gegen den FC Peterhead. Nachdem Steven Gerrard die Position des Trainers im Jahr 2018 übernommen hatte, verlor Foderingham seinen Platz im Tor an Allan McGregor.
Am 17. Juli 2020 wechselte Foderingham zu Sheffield United in die Premier League. Bei seinem neuen Team blieb er Ersatz für Stammtorhüter Aaron Ramsdale und ohne Einsatz in der Premier League 2020/21 aus der United als Tabellenletzter abstieg.

### Nationalmannschaft
Wes Foderingham spielte von 2006 bis 2007 fünfmal für die U-16 von England. Von 2008 bis 2009 viermal in der U-17, und im Zeitraum zwischen 2009 und 2010 dreimal in der englischen U-19.

## Erfolge
mit Swindon Town:
- Englischer Viertligameister: 2012

mit den Glasgow Rangers:
- Schottischer Zweitligameister: 2016
- Scottish League Challenge Cup: 2016